# Landesmuseum für Vorgeschichte Dresden

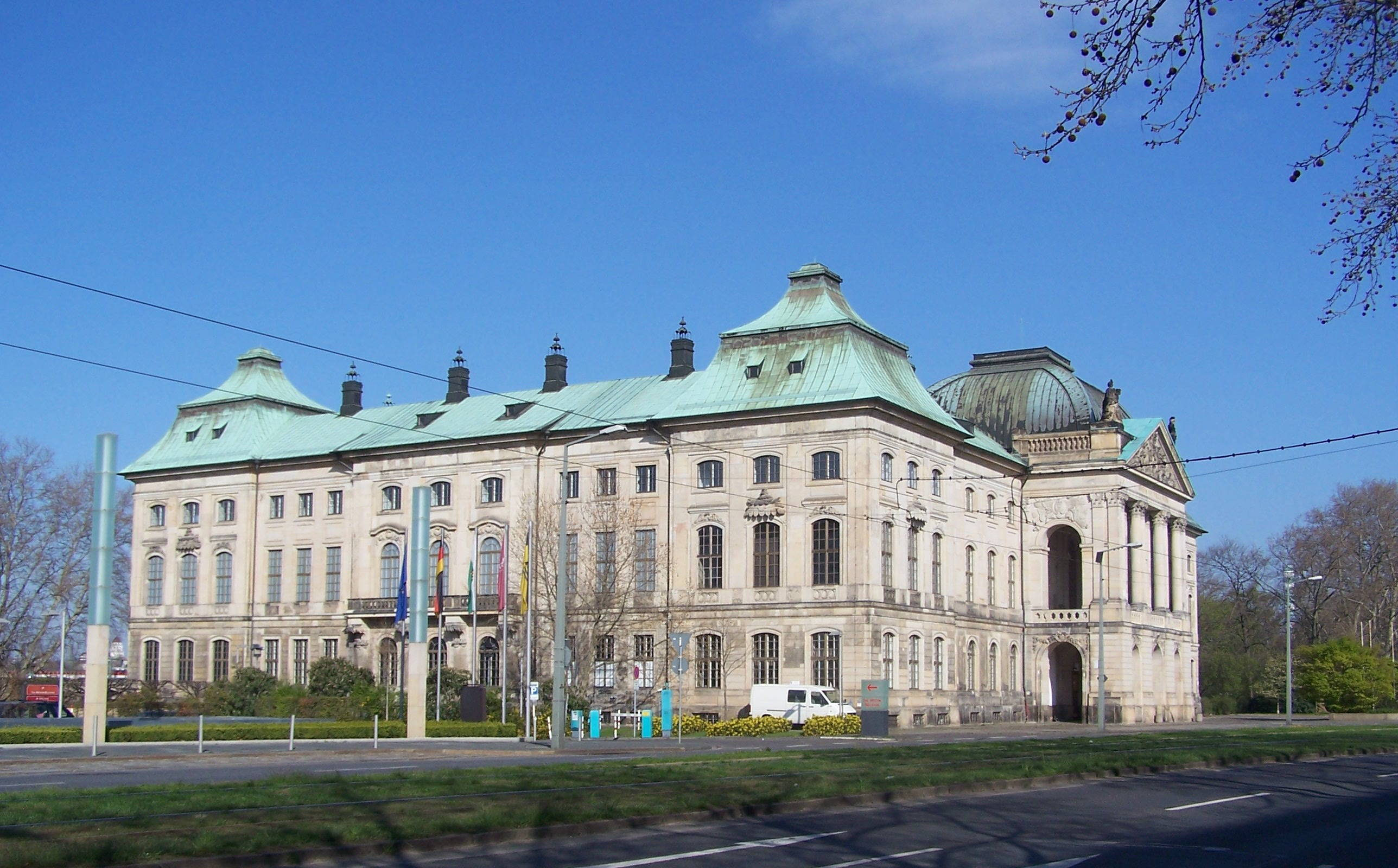
Von 1954 bis 2012 stellte das Landesmuseum im Japanischen Palais aus.

Das Landesmuseum für Vorgeschichte in Dresden war das prähistorisch-archäologische Landesmuseum des Freistaats Sachsen. Es gehörte als Abteilung zum Landesamt für Archäologie Sachsen. Das Museum präsentierte bis Anfang 2012 Teile seiner Sammlung in Ausstellungen im Japanischen Palais im Dresdner Stadtteil Innere Neustadt. Am 16. Mai 2014 wurde es als Staatliches Museum für Archäologie Chemnitz (smac) neu eröffnet.

## Ausstellungen
Das Landesmuseum für Vorgeschichte Dresden präsentierte im Japanischen Palais seit den 1980er Jahren in zahlreichen wechselnden Ausstellungen Funde der sächsischen Landesarchäologie. Da es das einzige landesgeschichtliche Museum des Freistaats war, deckte es einen Zeitraum von etwa 300.000 Jahren ab. Neben der Präsentation aktueller Grabungsergebnisse zeigte es Sonderausstellungen zur Vor- und Frühgeschichte anderer europäischer Regionen. Des Weiteren konzipierte es gemeinsame Ausstellungen mit weiteren, auch ausländischen, Museen. Zur Sammlung des Museums, die im  Depotgebäude in Dresden-Klotzsche untergebracht ist, gehörten unter anderem Faustkeile, goldene Fingerringe, die in Dresden-Cotta gefundene Steinzeitfrau „Rebekka“ und der sogenannte Adonis von Zschernitz, die älteste männliche Tonfigur Europas. In der Reihe „Zu Gast im Palais“ waren im Landesmuseum moderne Fotografie, Malerei und Skulpturen ausgestellt, darunter zum Beispiel Werke von Henriette Tomasi. Eine umfangreiche landesarchäologisch-vorgeschichtliche Dauerausstellung war wegen des baulichen Zustands des Japanischen Palais nicht möglich.
Unter anderem waren folgende Wechselausstellungen im Japanischen Palais zu sehen:
- Archäologische Forschungen in Sachsen, 1984
- Stadtluft, Hirsebrei und Bettelmönch, 1994
- Unterwegs zum Goldenen Vlies – Archäologische Funde aus Georgien, 1996
- Italien vor den Römern – Etrusker, Italiker und griechische Kolonisten, 1996
- Friesen, Sachsen und Slawen, 1997
- Aus der Luft – Bilder unserer Geschichte. Luftbildarchäologie in Zentraleuropa, 1998
- 4 Millionen Jahre Mensch, 1998
- Mumien für die Ewigkeit, 1999
- Steinzeit – Das Experiment. Leben wie vor 5000 Jahren, 2007
- Es war einmal... – Märchen im Palais, 2007
- Die Suche – Gefunden in Sachsen, 2007
- Flora mythologica – Die griechische Pflanzenwelt in der Antike, 2007
- Schönheit im Alten Ägypten – Sehnsucht nach Vollkommenheit, 2008
- 900 Gramm Gehacktes. Oberlausitzer Silberschätze des 11. Jahrhunderts, 2008
- Schaufenster Archäologie. Kelten und Germanen an der Elbe, 2009
- Fragmente einer Legende. Weißes Gold aus Grabungen, 2010
- Funde, die es nicht geben dürfte. Brunnen der Jungsteinzeit in Sachsen, 2011

2011 wurden die Verdienste des sächsischen Bildungsreformers und Archäologen Karl Benjamin Preusker in einer Sonderausstellung im Japanischen Palais gewürdigt.
Am 16. Mai 2014 wurde in Chemnitz eine Dauerausstellung eröffnet, die vollkommen neu konzipiert wurde. Zu diesem Zweck wurde im dortigen Kaufhaus Schocken ein Staatliches Museum für Archäologie Chemnitz (smac) eingerichtet, das aus dem Landesmuseum hervorgegangen ist. Kern des neuen Museums bildet die Archäologie. Darüber hinaus werden wesentliche Aspekte der Geschichte Sachsens dargestellt.

## Geschichte
Die Entwicklung des Landesmuseums ist eng mit der Geschichte der sächsischen Archäologie und Bodendenkmalpflege verbunden. Seine Sammlung entstand aus Beständen verschiedener Dresdner Museen.
Einen ersten Grundpfeiler bildeten einige Objekte des 1728 im Zwinger eingerichteten Naturalienkabinetts. Sie waren durch frühe Berichte über Urnenfunde und Ausgrabungen aus dem 16. Jahrhundert in diese Sammlung gelangt. Im 19. Jahrhundert gingen sie größtenteils in die Dresdner Antikensammlung über und kamen somit erstmals ins Japanische Palais. Dort hatte sich seit 1786 eine kurfürstliche archäologische Sammlung befunden, die teilweise aus dem ursprünglichen Antikenkabinett im Palais im Großen Garten hervorging. Im Jahre 1853 kam die vom Königreich Sachsen erworbene archäologische Privatsammlung von Karl Benjamin Preusker hinzu. Dieser war die treibende Kraft des 1827 gegründeten Königlich-Sächsischen Vereins zur Erforschung und Erhaltung vaterländischer Altertümer (Sächsischer Altertumsverein), der seit 1802 bronzezeitliche Funde zusammentrug.
In der Naturwissenschaftlichen Gesellschaft Isis mit Sitz in Dresden existierte seit 1869 eine Sektion für vorhistorische Archäologie. Seit 1892 stellte sie Bodenfunde im Wallpavillon des Zwingers aus, die später ebenfalls an das Landesmuseum übergingen.
Im Jahre 1874 entstand im Kgl. Mineralogischen und Geologischen Museum zu Dresden unter dessen damaligem Direktor Hanns Bruno Geinitz eine „Prähistorische Abteilung“. Gründe für deren Einrichtung waren eine Häufung der Funde durch damals zunehmende Bautätigkeiten in Sachsen, eigene Grabungen des Museums sowie Zukäufe von Privatsammlungen. Unter anderem war in dieser Abteilung seit 1927 der Prähistoriker Gotthard Neumann beschäftigt. Aus der Prähistorischen Abteilung ging 1938 das selbstständige Landesmuseum für Vorgeschichte hervor; erster Direktor war Georg Bierbaum. Die Schausammlung des Museums befand sich im Zwinger, weitere Arbeits- und Depoträume waren im Schloss untergebracht. Alle drei Museumsgebäude wurden im Februar 1945 durch die angloamerikanischen Luftangriffe auf Dresden zerstört, wobei auch Teile der Sammlung verloren gingen.
Nach dem Zweiten Weltkrieg vollzog das Landesmuseum einen Neubeginn. An seinem Wiederaufbau war maßgeblich Werner Coblenz beteiligt. Durch die Verwaltungsreform in der DDR von 1952 gingen Aufgaben und Funktionen des damaligen Landesamts für Vorgeschichte zum 1. Januar 1953 direkt an das Landesmuseum über, das seither zentral dem Staat unterstellt war. Im Jahre 1954 übernahm es die Ruine des Japanischen Palais und richtete es langsam wieder her. Nach der Wende wurde das Landesmuseum Bestandteil des neu gegründeten Landesamtes für Archäologie. Im Jahre 1997 zog das Depot des Landesmuseums in die zu einem modernen Hochregal-Lager umgebaute Turnhalle der ehemaligen Luftkriegsschule I nach Klotzsche um, Anfang 2000 folgte ihm das Landesamt nach. Der Museumsbestand wird durch neue Funde immer weiter ausgebaut.

## Schriften (unvollständig)
Veröffentlichungen des Landesmuseums für Vorgeschichte Dresden
- Band 8: H. Kaufmann: Die vorgeschichtliche Besiedlung des Orlagaues. Katalog und Tafeln. Dresden 1959.
- Band 10: H. Kaufmann, gleicher Titel, Text dazu, Dresden 1963.
- Band 12: H. Hanisch: Groitzsch bei Eilenburg. Dresden 1972.
- Band 14: Herbert Küas: Das alte Leipzig in archäologischer Sicht. Dresden 1976.
- Band 15: Herbert Küas, M. Kobuch: Rundkapellen des Wiprecht von Groitzsch. Dresden 1977.

Arbeits- und Forschungsberichte zur sächsischen Bodendenkmalpflege
- Bd. 3/1953, Bd. 4/1954, Bd. 5/1956, Bd. 6/1957, Bd. 7/1960, Bd. 8/1960, Bd. 9/1961, Bd. 10/1962, Bd. 11/12 von 1963, Bd. 13/1964, Bd. 14/15 von 1966, Bd. 16/17 von 1967, Bd. 20/21 von 1976, Bd. 22/1977, Bd. 23/1979, Bd. 24/25 von 1982, Bd. 26/1983, Bd. 27/28 von 1984.

Beihefte zu den Arbeits- und Forschungsberichten zur sächsischen Bodendenkmalpflege
- Beiheft 8: Werner Coblenz: Die slawische Sumpfschanze von Brohna. Dresden 1969.
- Beiheft 12: K. Peschel: Anfänge germanischer Besiedlung im Mittelgebirgsraum. Dresden 1978.
- Beiheft 13: G. Müller, Harald Quietzsch: Steinkreuze und Kreuzsteine in Sachsen, Inventar Bezirk Dresden. Dresden 1977.
- Beiheft 15: "Leipzig", wohl in Dresden 1980.
- Beihefte 16 und 17: Beiträge zur Ur- und Frühgeschichte. Heft 16=Teil I (1981), Heft 17=Teil II (1982). Dresden.

Kleine Schriften des Landesmuseums für Vorgeschichte Dresden
- Volkmar Geupel: Die geschützten Bodendenkmale im Bezirk Karl-Marx-Stadt. Hrsg. Heinz-Joachim Vogt, Kleine Schriften des Landesmuseums für Vorgeschichte Dresden, Heft 3, Dresden 1983, 96 S., mit einer Überblickskarte, ISSN 0232-5446
- Harald Quietzsch, Heinz Jacob: Die geschützten Bodendenkmale im Bezirk Dresden. Heft 2 der genannten Serie. Dresden 1982.
- R. Spehr: Archäologische Topographie der Steinsburg bei Römhild, Dresden 1980, Heft 1 der Serie.

Forschungen zur ältesten Entwicklung Dresdens
- Heft 3: H. W. Mechelk: Mittelalterliche Keramik aus dem Stadtkern Dresden. Dresden 1967.
- Heft 4: H. W. Mechelk: Stadtkernforschung in Dresden. Dresden 1970.
- Heft 5: H. W. Mechelk: zur Frühgeschichte der Stadt Dresden und zur Herausbildung einer spätmittelalterlichen Keramikproduktion im sächsischen Elbgebiet aufgrund archäologischer Befunde. Dresden 1981.

 Sonstige
- I. R. Selimchanow: Enträtselte Geheimnisse der alten Bronzen. Dresden 1974.
- Werner Coblenz: Kunst und Kunstgewerbe aus der Ur- und Frühgeschichte Sachsens. Dresden 1975.